# Reinhard Bauer

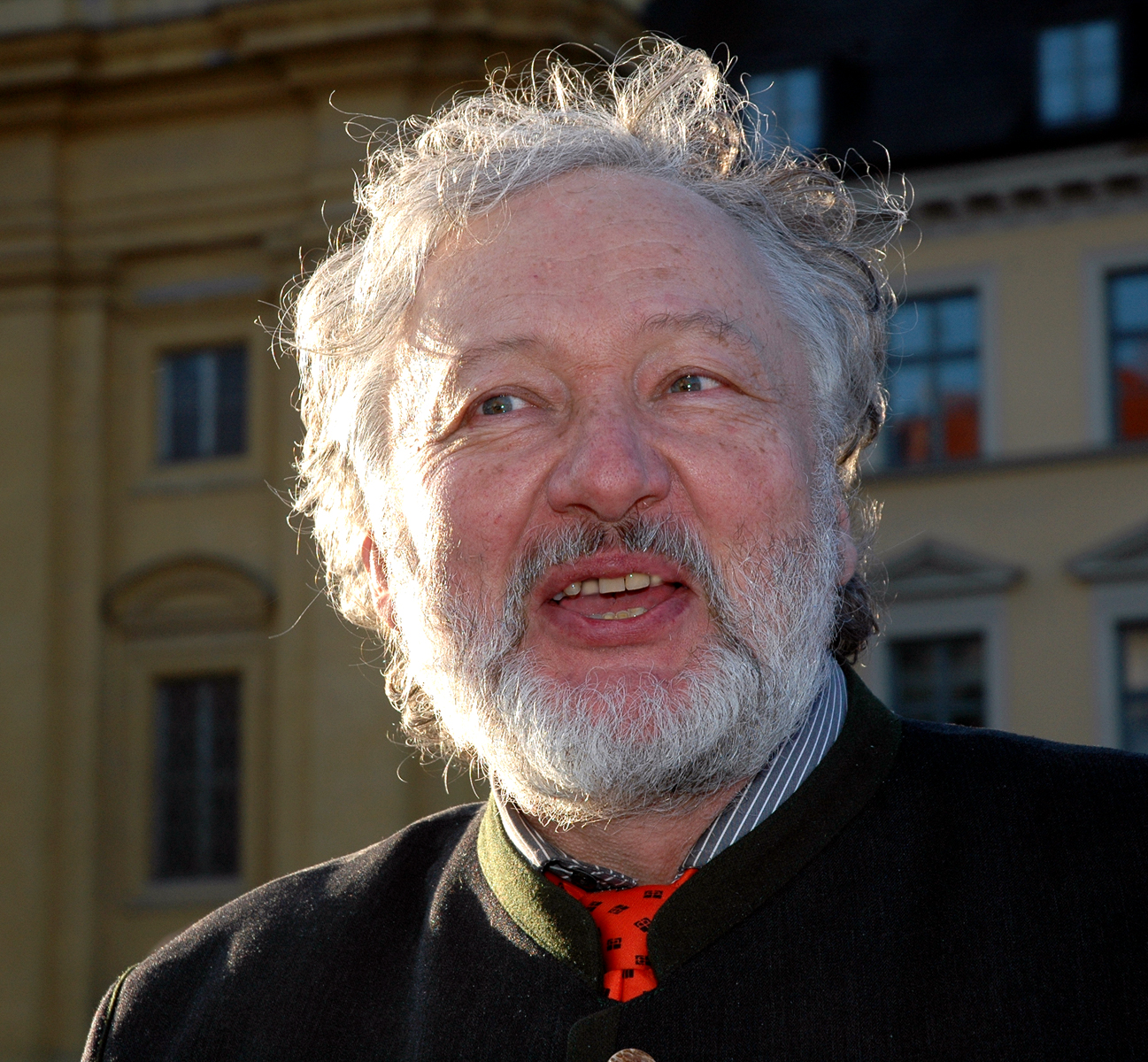
Reinhard Bauer, 2013

Reinhard Bauer (* 18. Juli 1950) ist ein deutscher Historiker, Verleger und Kommunalpolitiker (SPD).

## Leben
Bauer legte 1969 am Münchner Maximiliansgymnasium das Abitur ab und studierte im Anschluss Geschichtswissenschaften an der Universität München und schloss 1983 mit der Promotion zum Thema Die ältesten Grenzbeschreibungen in Bayern und ihre Aussagen für Namenkunde und Geschichte ab. Seit 1980 veröffentlichte er zahlreiche Schriften zur Geschichte Münchens und zur Namenkunde. Er ist Inhaber des Bavarica-Verlages.
Seine Laufbahn als Kommunalpolitiker begann 1972 mit der Wahl in den Bezirksausschuss Feldmoching-Hasenbergl. Nach der Wahl am 25. September 1994 übernahm er ein Mandat im Bezirkstag Oberbayern. Vom 25. Januar 2006 bis 30. April 2014 gehörte er dem Münchner Stadtrat an.
Im März 2018 wurde Reinhard Bauer zum neuen Vorsitzenden des Münchner Seniorenbeirats gewählt.

## Werke (Auswahl)
- Das alte Dorf Neuhausen. Inma-Marketing, München 1999.
- Gern – Geschichte und Gegenwart. Inma-Marketing, München 2000.
- Schwabing leuchtet. Bauer, München 2004.
- Kleine Geschichte Münchens. DTV, München 2008.
- Maxvorstadt im Wandel der Zeit. WIKOMmedia Verlag, Olching 2018
- München – Altstadt-Lehel im Wandel der Zeit WiKom Media Verlag, München 2024, ISBN 978-3-949986-92-5.